# Kursmünze

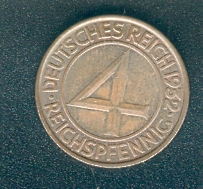
Der „Brüningtaler“ – 4 Reichspfennig 1932

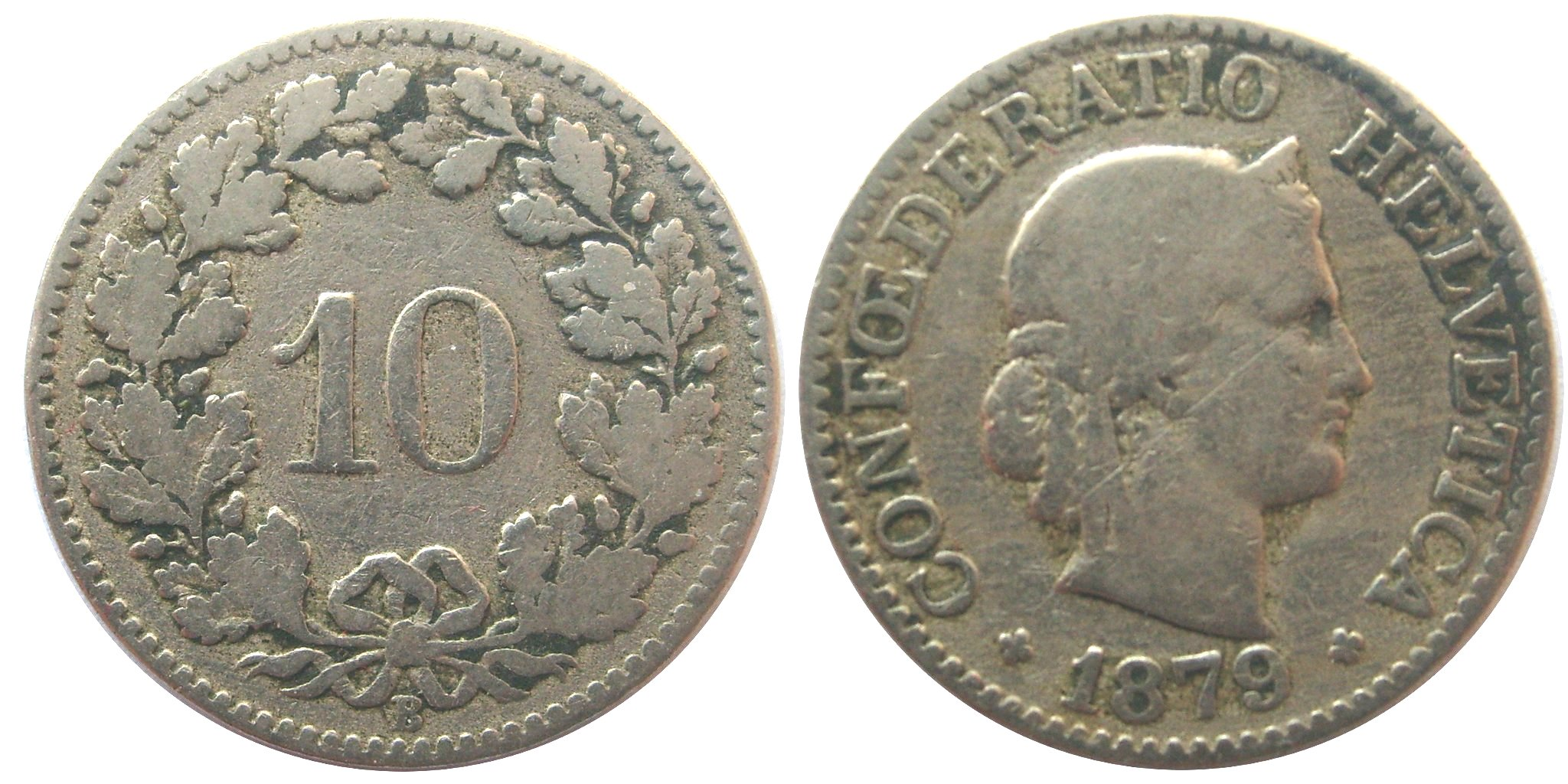
Zehnrappenstück von 1879, Kupfernickel, älteste heute gültige Kursmünze

Kursmünzen (oder Umlaufmünzen) sind in der Numismatik Münzen, die als gesetzliches Zahlungsmittel im ausgebenden Staat gelten oder galten und deren Nominalwert auf die jeweilige Landeswährung lautet.
Von den Kursmünzen unterscheiden sich Gedenkmünzen, die in erster Linie für Sammler geprägt werden, Probeprägungen, Medaillen und Jetons, die keinen Geldcharakter haben.
Das Bestimmungswort „Kurs-“ ist von „kursieren“, also „umlaufen“ abgeleitet und erfasst sprachlich alle im Geldumlauf befindlichen Münzen. In der Numismatik ist die Begriffsverwendung uneinheitlich. Während der Michel-Katalog hierunter umlaufende Euromünzen versteht („mit EURO-Kursmünzen von Andorra bis Zypern“), wird für umlaufende Geldstücke entweder der Rechtsbegriff Münzen (§ 1 MünzG), Kurantmünzen oder Scheidemünzen verwendet. Während bei Scheidemünzen der Metallwert unter dem Nominalwert liegt (Regelfall), sind beide Werte bei Kurantmünzen (nahezu) identisch. Zuweilen ist auch die Verwendung des Begriffs für umlaufende Münzen zu finden. So sind die Kursmünzen Australiens, Großbritanniens, Kanadas und seit 1982 der Schweiz so genannte Wendeprägungen mit gegengerichteter Stempelstellung. In den Wirtschaftswissenschaften sind Kursmünzen „zum Umlauf bestimmte Münzen“. Sondermünzen wie die 2-Euro-Münze besitzen einen doppelten Status, denn währungsrechtlich sind sie zwar „zum Umlauf bestimmt“, doch ihre begrenzte Prägeauflage macht sie zu einem begehrten Sammlerobjekt. In der Praxis sind Kursmünzen diejenigen Münzen, die außer Kurs gesetzt sind und sich deshalb nicht (mehr) in Umlauf befinden.

## Sammlermünzen
Kursmünzen gehören zu den Sammlermünzen. Das hat eine natürliche Knappheit zur Folge, weil sie nicht mehr geprägt werden, so dass ihr Kurswert meist weit über dem Nominalwert liegt. Zudem sind sie mit einem Erhaltungsgrad (polierte Platte, Spiegelglanz usw.) versehen, nach dem sich der Kurswert richtet. Stehen Kursmünzen im Zusammenhang mit einem Erhaltungsgrad, sind sie stets Sammlermünzen. 
Die Kursmünze in ihrem Gegensatz zur Gedenkmünze entspricht damit in der Philatelie bei den Briefmarken den Marken der „Dauerserien“ (im Unterschied zu den Gedenk-, Motiv- und Sammlermarken).

## Historische Kursmünzen
Die meisten historischen Münzen zählen zu den Kursmünzen, da vor dem 20. Jahrhundert nur relativ wenige Gedenkmünzen geprägt wurden. Die älteste noch gültige Kursmünze der Welt ist das Zehnrappenstück aus der Schweiz von 1879, mit dem heute noch bezahlt werden kann. Einen gewissen, deutlich über den Materialwert hinausgehenden Sammlerwert haben Kursmünzen aus unedlen Metallen aus der Zeit vor der Industrialisierung (etwa vor 1870) sowie Silber- und Goldmünzen aus der Zeit vor dem Zweiten Weltkrieg.